# Jimmy Marlu
Jimmy Marlu (Saint-Joseph, 25 maggio 1977) è un ex rugbista a 15 francese, il cui ruolo era di tre quarti ala.

## Biografia
Nato in Martinica (dipartimento francese d'Oltremare) e cresciuto a Massy, nella cui locale squadra iniziò a praticare il rugby da giovane, Marlu si mise in luce nel Montferrand, con cui giunse presto ai vertici continentali, diventando internazionale per la Francia e vincendo una European Challenge Cup nel 1999.
In Nazionale francese esordì nel 1998 in un test match contro Figi, e un anno più tardi fu incluso nella rosa che prese parte alla Coppa del Mondo di rugby 1999 in Galles, anche se non fu mai schierato in campo.
Utilizzato scarsamente, scese tuttavia in campo nel corso del Sei Nazioni 2002 (vittoria del torneo con il Grande Slam) e 2005 (ultimo incontro internazionale).
Al Biarritz dal 2003, alcuni infortuni, tra cui uno piuttosto grave al ginocchio, gli fecero saltare di fatto un'intera stagione tra il 2005 e il 2006.
Nel 2008 lasciò il Biarritz per disputare un'ultima stagione nel Bordeaux-Bègles, in Pro D2 (seconda divisione).

## Palmarès
- Challenge Cup: 1
Montferrand: 1998-99